# NGC 3385
NGC 3385 é uma galáxia lenticular (S0) localizada na direcção da constelação de Sextans. Possui uma declinação de +04° 55' 42" e uma ascensão recta de 10 horas, 48 minutos e 11,6 segundos.
A galáxia NGC 3385 foi descoberta em 15 de Março de 1830 por John Herschel.